# Catabena bahamensis
Catabena bahamensis är en fjärilsart som beskrevs av Embrik Strand 1921. Catabena bahamensis ingår i släktet Catabena och familjen nattflyn. Inga underarter finns listade i Catalogue of Life.